# Plataforma de la Memoria y de la Conciencia Europeas
La Plataforma de la Memoria y de la Conciencia Europeas es un proyecto educativo de la Unión Europea que une a distintas instituciones gubernamentales y ONG de varios países de la UE que realizan activamente investigación, documentación, concienciación y educación sobre los crímenes de los regímenes totalitarios. Entre sus miembros se incluyen 55 agencias gubernamentales y ONG de 12 Estados miembros de la UE y también de Estados Unidos, como el Instituto de la Memoria Nacional (Polonia), el Memorial Berlín Hohenschönhausen, el Comisionado Federal para los Archivos de la Stasi y la Fundación Memorial Víctimas del Comunismo. La plataforma tiene su sede en Praga y Bruselas
La plataforma se fundó en Praga con motivo de la cumbre de primeros ministros del Grupo de Visegrád el 14 de octubre de 2011. La ceremonia de firma tuvo lugar en el Palacio de Lichtenstein bajo los auspicios del primer ministro checo Petr Nečas, el primer ministro polaco y presidente del Consejo Europeo Donald Tusk y el primer ministro húngaro Viktor Orbán. Su objetivo se describe como ayudar a "prevenir la intolerancia, extremismo, movimientos antidemocráticos y la recurrencia de cualquier totalitario en el gobierno en el futuro".
La iniciativa fue propuesta originalmente por el Instituto para el Estudio de los Regímenes Totalitarios y el Gobierno de la República Checa, y la Declaración de Praga sobre Conciencia Europea y Comunismo de 2008; el 2 de abril de 2009, el Parlamento Europeo aprobó una resolución a favor de la iniciativa, y en junio de 2009, el Consejo de la Unión Europea acogió con satisfacción la iniciativa. La Plataforma de la Memoria y la Conciencia Europea fue fundada como una iniciativa de la  Presidencia de la UE en 2011, después de que el proyecto hubiera sido promovido por la presidencia checa de la UE ya en 2009 y por la Presidencia húngara de la UE en 2011. La secretaría de la Plataforma Europea de la Memoria y la Conciencia fue alojada originalmente por el Instituto para el Estudio de los Regímenes Totalitarios, y la plataforma ha recibido una subvención estratégica del  Fondo Internacional Visegrád. Las instituciones fundadoras incluyeron agencias gubernamentales de la República Checa, Polonia, Alemania, Hungría, Rumania, Lituania, Estonia y Letonia, así como varias ONG. Los socios estratégicos de la organización incluyen el Fondo Internacional Visegrád y la Fundación Konrad Adenauer. El lema de la plataforma es "la democracia importa".

## Historia
El 8 de abril de 2008, la Presidencia eslovena de la UE y la Comisión Europea organizaron la Audiencia Pública Europea sobre Crímenes Cometidos por Regímenes Totalitarios. La audiencia pidió el establecimiento de una fundación que aumentaría "la conciencia pública a nivel de la UE, desarrollaría proyectos culturales y educativos y, en particular, brindaría apoyo a la creación de redes de instituciones nacionales de investigación especializadas en el tema de la experiencia totalitaria, brindaría apoyo a proyectos de investigación y educativos ".
En junio de 2008, el comité de educación, ciencia, cultura, derechos humanos y peticiones de la República Checa celebró en junio de 2008 la conferencia internacional. Declaración de Praga sobre Conciencia Europea y Comunismo resultante pidió el establecimiento de un "Instituto de la memoria y la conciencia europeas".
En 2009, la Presidencia checa de la UE y el Instituto para el Estudio de los Regímenes Totalitarios invitaron a todos los Estados miembros a participar en el establecimiento conjunto de una Plataforma de Memoria y Conciencia Europea. Tras una reunión en Praga en noviembre de 2008, representantes de 19 estados y 12 instituciones asociadas decidieron establecer un Grupo de Trabajo sobre la Plataforma de la Memoria y la Conciencia Europea, que fue coordinado por el Instituto para el Estudio de los Regímenes Totalitarios. En 2011, el grupo de trabajo incluía 35 instituciones y organizaciones de 19 países europeos. El grupo de trabajo coopera estrechamente con el Grupo de Reconciliación de Historias Europeas, un grupo de todos los partidos en el Parlamento Europeo que está presidido por la ex comisaria europea Sandra Kalniete.
El 18 de marzo de 2009, la Presidencia checa de la UE acogió la Audiencia pública europea sobre la conciencia europea y los crímenes del comunismo totalitario: 20 años después, como "el tercer paso hacia el establecimiento de una Plataforma europea de la memoria y la conciencia para apoyar las actividades de las instituciones comprometidas en la reconciliación con los regímenes totalitarios en Europa ".
El 2 de abril de 2009, el Parlamento Europeo adoptó (553: 44: 33) una  resolución sobre la conciencia europea y el totalitarismo, que pedía "el establecimiento de una plataforma de la Memoria y la Conciencia Europea para proporcionar apoyo para la creación de redes y la cooperación entre los institutos nacionales de investigación especializados en el tema de la historia totalitaria, y para la creación de un centro de documentación / monumento paneuropeo para las víctimas de todos los regímenes totalitarios ".
En sus conclusiones de 15 de junio de 2009, la UE  Asuntos Generales y  Consejo de Relaciones Exteriores acogieron con satisfacción la iniciativa de crear la Plataforma de la Memoria y la Conciencia europeas y solicitaron a la Comisión Europea instrumentos financieros para las actividades.
En febrero de 2010, el Grupo de Trabajo sobre la Plataforma de la Memoria y la Conciencia europeas acogió la conferencia internacional Crímenes de los regímenes comunistas en el Senado checo y la Oficina del Gobierno de la República Checa bajo los auspicios del Primer Ministro Jan Fischer. La conferencia dio como resultado la adopción de la Declaración sobre los crímenes del comunismo, que exhortó "a los Estados miembros de la UE a aumentar la concienciación y la educación sobre los delitos del comunismo", y afirmó que "la creación de la Plataforma de la Memoria Europea y Conciencia, según lo apoyado por el Parlamento Europeo y el Consejo de la UE en 2009, debe completarse a nivel de la UE ".
En sus conclusiones del 9 al 10 de junio de 2011 sobre la memoria de los crímenes cometidos por regímenes totalitarios en Europa, la UE  invitó a todas las partes interesadas a hacer uso de los programas existentes de la UE para establecer una Plataforma de Memoria y Conciencia Europea.
La entonces actual Presidencia polaca de la UE fundó la Plataforma de la Memoria y la Conciencia Europea con la participación de los gobiernos y las instituciones gubernamentales de varios otros países de la UE el 14 de octubre de 2011. La Plataforma ha recibido una subvención estratégica del Fondo Internacional Visegrád.

## Consejo ejecutivo, consejo de administración y secretaría
El primer Presidente de la Plataforma de la Memoria y la Conciencia europeas fue Göran Lindblad (exdiputado de Suecia, que redactó la resolución 1481 del Consejo de Europa); fue sucedido en 2016 por Łukasz Kamiński. Entre los miembros de la Junta Ejecutiva se encuentran Siegfried Reiprich (Stiftung Sächsische Gedenkstätten, Alemania), Paweł Ukielski (Museo del Levantamiento de Varsovia, Polonia), Zsolt Szilágyi (Jefe de Gabinete de László Tökés, Vicepresidente del Parlamento Europeo) y Toomas Hiio (Instituto de Estonia). de Memoria Histórica). Andreja Valič Zver (Centro de Estudios para la Reconciliación Nacional, Eslovenia) fue miembro en 2011-2015.
La Plataforma tiene oficinas en Praga y Bruselas (anteriormente). Neela Winkelmann se desempeñó como directora general de la Plataforma entre 2011 y 2018, y fue reemplazada por Peter Rendek.
En 2012, se eligió el Patronato de la institución. Los primeros miembros elegidos fueron la eurodiputada Sandra Kalniete, la eurodiputada Vytautas Landsbergis, el eurodiputado Tunne Kelam, el eurodiputado László Tökés y el eurodiputado Milan Zver. [11] A partir de 2016, el Patronato incluye a los miembros originales, así como al eurodiputado Paweł Robert Kowal, al eurodiputado Werner Schulz, al eurodiputado Monica Macovei, al eurodiputado Radvilė Morkūnaitė-Mikulėnienė, al exsenador checo Martin Mejstřík, al ex vice primer ministro checo Alexandr Vondra, al ex Solidarność el dirigente europeo Wojciech Roszkowski, el historiador Stéphane Courtois, la periodista Anne Applebaum, el ex primer ministro de Eslovenia Janez Janša y el actor checo Ondřej Vetchý.
En 2012, se eligió el Patronato de la institución. Los primeros miembros elegidos fueron Sandra Kalniete eurodiputada, Vytautas Landsbergis eurodiputado, Tunne Kelam eurodiputado, László Tökés eurodiputado y Milan Zver eurodiputado A partir de 2016, el Patronato incluye a los miembros originales, así como al eurodiputado Paweł Robert Kowal, al eurodiputado Werner Schulz, al eurodiputado Monica Macovei, al eurodiputado Radvilė Morkūnaitė-Mikulėnienė, al exsenador checo Martin Mejstřík, al ex vice primer ministro checo Alexandr Vondra, al ex Solidarność el dirigente europeo Wojciech Roszkowski, el historiador Stéphane Courtois, la periodista Anne Applebaum, el ex primer ministro de Eslovenia Janez Janša y el actor checo Ondřej Vetchý.

## Actividades
La plataforma coordinará el estudio del pasado totalitario a nivel europeo. Según Daniel Herman, el director del Instituto para el Estudio de los Regímenes Totalitarios, uno de los primeros proyectos conjuntos podría ser un libro de texto de historia europea."los países del antiguo bloque del Este entraron en la UE, su pasado comunista totalitario pasó a formar parte de la herencia europea".
El 5 de junio de 2012, el Grupo de la Plataforma de la Memoria y la Conciencia Europea y la Reconciliación de Historias Europeas acogió la conferencia Arreglo legal de los crímenes comunistas en el Parlamento Europeo, bajo los auspicios de Hans-Gert Pöttering y Jerzy Buzek, dedicada a la cuestión de la formación de un tribunal especial para los crímenes del comunismo y "plantear la cuestión de la justicia para los crímenes más graves cometidos por las dictaduras comunistas en Europa Central y Oriental desde el nivel nacional al europeo". La conferencia fue una respuesta "a los crecientes llamamientos para fortalecer la justicia internacional formulados, por ejemplo, en la Declaración de Praga sobre la conciencia europea y el comunismo". Después de la conferencia, la Plataforma Europea de la Memoria y la Conciencia fundó un grupo internacional de expertos legales para "trabajar en una hoja de ruta para establecer una institución supranacional de justicia" dedicada a los "crímenes cometidos por las dictaduras comunistas".

## Instituciones miembros
Founding members
- : Hannah Arendt Center (membresía permanente por miembro)
- : Institute for the Study of Totalitarian Regimes (membresía agotada por miembro en 2014), Archivo de Servicios de Seguridad,
- : Instituto de Memoria Histórica de Estonia, Unitas Foundation
- : Memorial Berlín Hohenschönhausen, Hannah Arendt Society, Stiftung Sächsische Gedenkstätten,

the Comisionado Federal para los Archivos de la Stasi
- : Public Foundation for the Research of Central and East European History and Society, Casa del Terror
- : The Occupation Museum Association of Latvia, the Occupation of Latvia Research Society
- : Secretariat of the Comisión Internacional para la Evaluación de los Crímenes de los Regímenes de Ocupación Nazi y Soviética en Lituania, Genocide and Resistance Research Centre of Lithuania
- : Foundation History of Totalitarian Regimes and their Victims
- : Institute of National Remembrance, Museo del Alzamiento de Varsovia
- : Instituto de Investigación de Crímenes Comunistas en Rumania
- : Ján Langoš Foundation
- : Study Centre for National Reconciliation
- : Instituto de Información sobre los Crímenes del Comunismo

Miembros adicionales
- : Institute for Democracy, Media & Culture
- : Citizens' Initiative for Dismantling the Soviet Army Monument
- : Día Europeo de Conmemoración de las Víctimas del Estalinismo y el Nazismo
- : Czech and Slovak Association of Canada
- : Centre for Documentation of Totalitarian Regimes
- : Confederation of Political Prisoners of the Czech Republic
- : Memory (Paměť)
- : Post Bellum
- : Political Prisoners.eu
- : Prague Academic Club 48
- : The Memory Traces
- : Union of Auxiliary Technical Units – Military Forced Labour Camps
- : Kistler-Ritso Eesti Foundation. Museum of Occupations
- : International Association of Former Political Prisoners and Victims of Communism
- : Meetingpoint Music Messiaen
- : Icelandic Research Centre for Innovation and Economic Growth
- : Koknese Foundation
- : Center for the Study of Totalitarianism, State University of Moldova
- : The Memorial to the Victims of Communism and to the Anticommunist Resistance
- : Timișoara Society
- : Instituto Nacional de la Memoria (Eslovaquia)
- : Nation's Memory Institute
- : Truc sphérique
- : Nova slovenska zaveza
- : Center for Research on the Liberation Movement
- : Foundation to Preserve the History of Maidan
- : Congreso del Pueblo Tártaro de Crimea
- : National museum "Holodomor Victims Memorial"
- : Ukrainian Institute of National Remembrance
- : Joint Baltic American National Committee
- : Victims of Communism Memorial Foundation